# Madhur Mittal

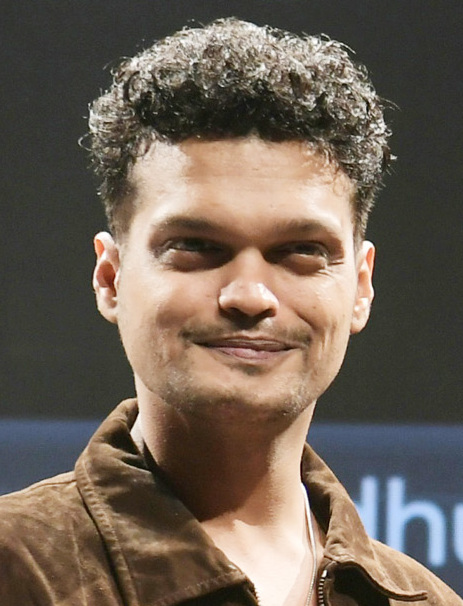
Madhur Mittal (2023)

Madhur Mittal; Hindi मधुर मित्तल; Urdu مدھر دوستتل (* 1987 in Agra) ist ein indischer Schauspieler. Einem breiten Publikum wurde er durch seine Rolle als Salim Malik in dem Spielfilm Slumdog Millionär (2008) bekannt.

## Leben
Madhur besuchte das Abhinav Degree College. Zurzeit studiert er Schauspiel an der University of Mumbai.
1997 gewann Madhur Boogie Woogie eine bekannte Show im indischen Fernsehen. Er zog mit seiner Familie nach Mumbai und verdingte sich als Schauspieler und Tänzer. Er schloss sich dem Ensemble von Abhinav Vidya Mandir an und trat weltweit in 950 Tanzshows auf. Außerdem spielte er als Kinderstar in etlichen indischen Spielfilmen, wie One Two Ka Four, Kahin Pyaar Na Ho Jaaye und Say Salaam India mit.
Madhur Mittals Rolle in Slumdog Millionär brachte ihm weltweite Aufmerksamkeit. Er bereitete sich mit Milieustudien auf seine Rolle als Krimineller vor. Als Vorbereitung soll ihm Regisseur Danny Boyle auch das Studieren der Pate-Filmreihe empfohlen haben.
2008 wurde das Ensemble des Films für den Black Reel Award nominiert, einem Filmpreis, der eigentlich nur an afroamerikanische Darsteller vergeben wird. Das Ensemble gewann den Screen Actors Guild Award.
Mittal spielt Anwar Razdan in der zweiten Staffel der indischen Serie Kidnap and Ransom.

## Auszeichnungen
Gewonnen
- 2009: Screen Actors Guild Award for Outstanding Performance by a Cast in a Motion Picture (Beste Leistung eines Schauspielerensembles in einem Spielfilm) für Slumdog Millionär.[6]

Nominiert
- 2008: Black Reel Award – Bestes Ensemble für Slumdog Millionaire.[7]

## Filmografie
- 2000: Kahin Pyaar Na Ho Jaaye
- 2001: Der Babysitter-Cop – One 2 Ka 4
- 2007: Say Salaam India
- 2008: Slumdog Millionaire
- 2012: Die Schatzinsel (Treasure Island, Miniserie)
- 2014: Million Dollar Arm